# Siméon Denis Poisson
Siméon Denis Poisson [siméon d'ni puason] (21. června 1781, Pithiviers – 25. dubna 1840, Sceaux) byl francouzský teoretický fyzik, matematik, geometr a astronom.

## Život a kariéra
V roce 1798 nastoupil na École polytechnique v Paříži. Díky svému nadání začal brzy spolupracovat s význačnými vědci té doby, jako byli například Joseph-Louis Lagrange nebo Pierre-Simon Laplace. Byl přesvědčený republikán, ale během Velké francouzské revoluce se o politiku nezajímal. V roce 1806 se stal profesorem a nastoupil na místo Josepha Fouriera, kterého Napoleon poslal do Grenoblu. Roku 1808 se stal astronomem v Bureau des longitudes, o rok později profesorem teoretické mechaniky na nově založené Fakultě věd pařížské Sorbonny a roku 1812 členem Institut de France. V roce 1817 se oženil s Nancy de Bardi a měl s ní čtyři děti. Je pohřben na hřbitově Père-Lachaise v Paříži.

## Dílo

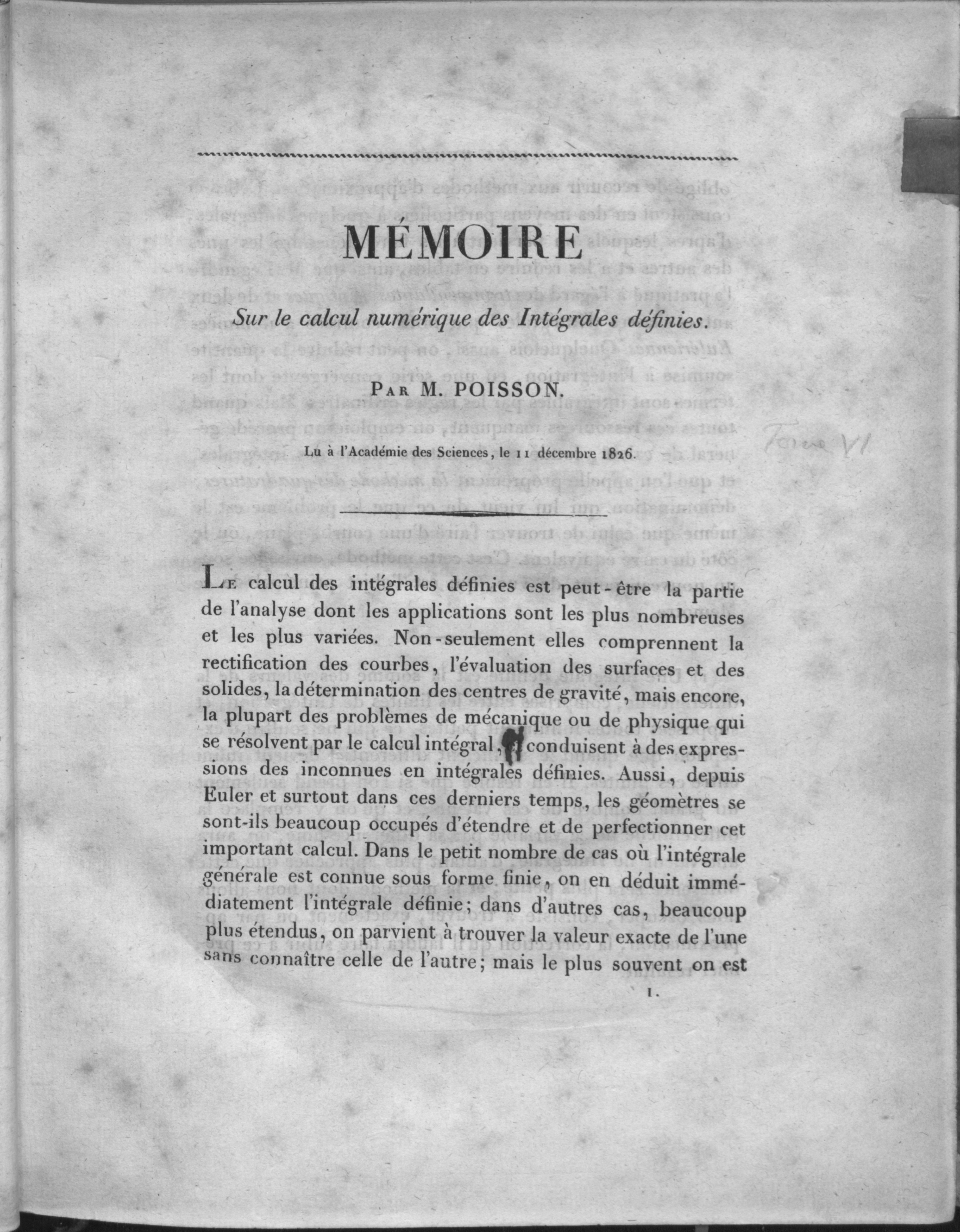
Mémoire sur le calcul numerique des integrales définies, 1826

Poissonovo dílo je mimořádně rozsáhlé a zasahuje do mnoha oborů. Vedle svého největšího spisu, dvoudílného „Pojednání o mechanice“ (Traité de mécanique, 1811), publikoval přes 300 vědeckých spisů. Zabýval se Fourierovými řadami, teorií integrálů, variačním počtem, teorií pravděpodobnosti, nebeskou mechanikou, teorií tepla a kapilarity a zejména teorií pole. Jako zastánce korpuskulární teorie světla se dlouho bránil vlnové teorii. Největší význam mají dnes jeho zakladatelské práce z teorie elektřiny a magnetismu, z matematické statistiky a z teorie pohybu planet.

## Ocenění

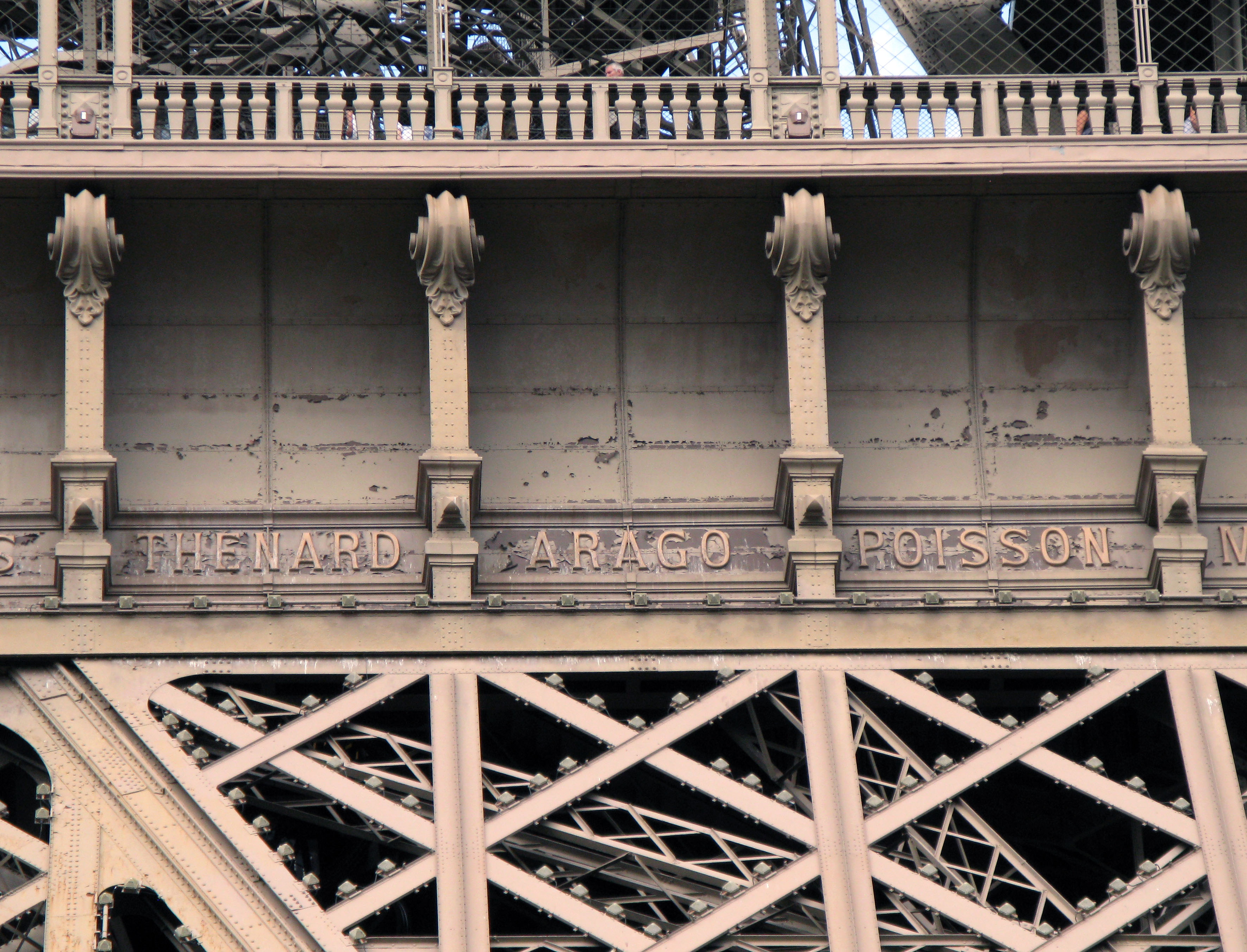
Jméno na Eiffelově věži

Roku 1818 byl zvolen členem Royal society a 1823 členem švédské akademie věd. V roce 1821 mu byl udělen titul baron, který však nikdy nepoužíval. Roku 1832 dostal Copleyho medaili společně s M. Faradayem. Je mezi 72 slavnými Francouzi, jejichž jména jsou na Eiffelově věži. Je po něm pojmenován kráter Poisson na přivrácené straně Měsíce.